# Фирдоуси
Фирдоуси или Фирдауси, още Хаким Абу'л-Касим Фердоуси Туски или Абулкасем (на персийски: ابوالقاسم فردوسی توسی; ок. 940 – 1020), е един от най-именитите и велики поети на Персия, известен с прозвището „Омир персийски“. Автор е на иранската национална поема „Шах-наме“.

## Живот

### Семейство
Фирдоуси е роден в Табаран, предградие на град Тус в иранската провинция Хорасан (дн. Разави Хорасан) някъде между 932 и 941 година (най-вероятно – 935). Собственото му име е Ахмед-Мансур. Абу ал-Касим (Абулкасем) е името на султан Махмуд Газневи. То е почетно и според тогавашните ислямски канони е задължително за поета. Фирдоуси е псевдоним на писателя и значи „Райския“. Освен това го кичели със званията хаким (учен, мъдрец) и устад (майстор). Роден е в семейството на дихкана Хасан. Слабо се интересувал от имота на баща си. Бързо се увлякъл от науките и поезията. Говорел арабски и литературния език на домюсюлмански Иран – пехлевийски (средноперсийски) – и вероятно е бил подробно запознат с поетическата история на Иран и неговите царе. Няма сведения за юношеските му години. Оженил се на 28-годишна възраст.

### Ранни години
Фирдоуси отраснал в особено време, когато местни феодали си извоюват независимост от Арабския халифат, но водят безспирни разпри помежду си, докато тюркските племена организират нашествие след нашествие. По това време се възражда интересът към иранските национални предания и традиции. Във времето на залеза на Саманидската държава той е проява на стремежа към обединение и поставянето на наследствен владетел на трона. Този стремеж увлича и младия поет. Център на литературния живот от това време е Бухара, където Саманидите сметнали за редно да бъде създадена проверена версия на прозаичния сборник на Абу-Мансур ал Мимари „Ходай-наме“, съдържащ староперсийски легенди и династически пехлевийски хроники. С нелеката задача се заел младият и талантлив поет Дакики, който след смъртта си през 997 г. оставил наследство от 1000 бейта (двустишия). Слухът за това вероятно достигнал до Фирдоуси и той решава да довърши бележитото дело. Така се родила най-великата епопея на иранското възраждане – „Шах-наме“ („Книга на царете“), която се състои от около 60000 бейти, надвишавайки седем пъти дължината на „Илиада“ на Омир. Тя е разделена на 50 части (броят на описаните царувания) – от легендите за незапомнени времена, до царуването на последния ирански шах от династията на Сасанидите, Яздегерд III Грешник. Реално обаче управлението на шаховете служи като исторически фон за разгръщането на ред красиви и ярко поетични легенди за герои, принцове и принцеси, митологични предания, стихотворни летописи и любовни поеми. В обобщение „Шах-наме“ пресъздава идеала на поета за единна иранска държава.

### Животът му като поет
Фирдоуси работи върху своя епичен труд 30 или 35 години, който завършва през 1010 година на около 70-годишна възраст. Вече е загубил сина си (по който повод той пише знаменита елегия, включена в „Шах-наме“). Творбата е посветена на султан Махмуд Газневи, който обаче проявява слаб интерес към творчеството на поета. Според една недостоверна легенда Махмуд бил този, който поръчал „Шах-наме“ на Фирдоуси. За това той му обещал по жълтица за всеки бейт от творбата. Когато поета представя пред султана „Шах-наме“ той бил осмян от придворните поети Унсури, Асджади и Фарухи. Гледайки бедния старец, те определили жеста му като „селяндурщина“ – такъв посредствен поет да прави посвещение в името на самия султан. Фирдоуси получава за награда 60 000 сребърни дирхеми. Обиден, поетът отишъл на баня. Там разделил парите между уредника на банята и продавача на бира. Този жест обидил жестоко Махмуд и той заповядал Фирдоуси да бъде умъртвен – стъпкан със слон. Поета избягал от града и в продължение на шест месеца се укривал в Херат (днешен Афганистан). Сетне минал през провинция Табаристан, където бил приютен от местния владетел Испахбат Шахриар, чийто род твърдял, че произхожда от Сасанидите. Там Фирдоуси написал „Сатира за султан Махмуд“ от 100 стиха, включил я като увод в „Шах-наме“, а сетне я прочел на Испахбат и предложил да му я посвети. Ала владетелят отклонил предложението и настоял и тя да бъде посветена на самия Махмуд, като я купил за 100 дирхема на стих. Точният и съвсем коректен текст на тази сатира е достигнал абсолютно автентичен и непокътнат до наши дни. По-късно поетът се установява в Багдад, където пише епическата творба „Юсуф и Зулейка“, състояща се от 9000 куплета. Творбата разказва арабската версия на библейската история за Йосиф и жената на Потифар.
По-късно по стечение на обстоятелствата Махмуд в крайна сметка за пръв път чува няколко двустишия от „Шах-наме“. Когато разбира коя е творбата, той помилва Фирдоуси и дори решава да му се реваншира. По това време след тежки пътувания и скитания поетът е отново в родния си град. Султанът изпратил в Тус керван с жълтици, но докато влизал през западната врата „Рудбар“ на път за Табаран, през източната врата „Ризан“ изнасяли вече ковчега с тялото на Фирдоуси. Тъй като изповядвал ревностен зороастризъм до края на живота си, местният проповедник не позволил един рафиди (неверник) да бъде погребан в мюсюлманско гробище. Фирдоуси бил положен в градина отвъд портите на града. Жълтиците били предложени на дъщеря му (според някои източници сестра му), която гордо ги отказала. Когато научил за това, султанът разпоредил с тях да възстановят кервансарая в Чаха на пътя от Мерв за Нишапур, а също така да изгонят от града духовника, попречил поета да бъде погребан с почести.
Извън легендите, конфликтът между Махмуд и Фирдоуси се корени в историята. Освободилите се от арабско владичество местни владетели в Саманидската държава се оказват неспособни да окажат адекватен отпор на тюрките и през 999 г. столицата Бухара пада под тяхна власт. Тронът е зает именно от султан Махмуд – наемен тюркски воин на Саманидите. Като ислямски монарх той не може да приеме явната антитуранска и антиарабска пропаганда в „Шах-наме“.

### Последни години и смърт
Историческите сведения за края на живота на Фирдоуси са достигнали до нас главно благодарение на поета Незами Самаркандски, който посещава Тус около 1120 година. Той успял да открие гроба на Фирдоуси, но не открива точна информация за датата и годината раждането или смъртта му, тъй като не е бил записан в списъка на придворните поети. Незами ни е предал това, което местни хора са му разказали за великия хаким.

## Гробницата на Фирдоуси
Гробницата на Фирдоуси (персийски: آرامگاه فردوسی) е гробищен комплекс, състоящ се от бял мрамор и декоративна постройка, издигната в чест на този персийски поет, намираща се в Тус, Иран, в провинция Разави Хорасан. Тя е построена в началото на 1930 г., в периода на управлението на шах Реза, и използва главно елементи на Ахеменидската архитектура. Изграждането на мавзолея, както и неговия естетически дизайн, е отражение на културния и геополитически статус на Иран.
След 1934 иранското правителство, под контрола на шах Реза – първият крал на династията Пахлави, признава културната и литературната стойност на Фирдоуси и издига гробница в негова чест . Тогава се е провел празник в чест на поета, като били поканени учени от Таджикистан, Индия, Армения и Европа (Германия, Франция, Англия и т.н.), което довело до набиране на средства предимно от дарения, получени от Персийски учени, и се изграждоа статуя на поета в гробницата. Фамилията Пахлави използва Фирдоуси за постигане на напредък на културния престиж на Иран. Избухването на ислямската революция едва не води до унищожаване на гробница Фирдоуси от революционерите . Гробницата е била първоначално проектирана от иранския архитект, Хадж Хюсейн Лурзадех, който освен гробница на Фирдоуси също е създал около 842 джамии, както и частния дворец на Рамса част от декорацията на двореца Марма, джамията на имаат Хюсейн в Техеран т. нар. Мотахари Джамия, и различни части на храма на Хазрат-и–Сииед-о-Шоухала в Кербала, Ирак .

## Творби
„Шах-наме“ на Фирдоуси е най-популярната и влиятелна национална епопея на Иран и другите персийскоговорещи страни.
- Симург – митична птица от Шах-наме. Релеф от мавзолея на Фирдоуси
- Сцена от Шах-наме: Акван Див хвърля спящия Рустам в морето.
- Сцена от Шах-наме, изобразяваща партянския цар Артабан изправен пред сасанидския цар Ардашир I.

### Издания на български
- Шах-наме. София, 1977, изд. „Народна култура“. Подбор и превод: Йордан Милев.
- Рустам и Сухраб. София, 1986, изд. „Народна младеж“.
- Шах-наме (Книга за царете I). София, 2012, изд. „ЕМАС“. Превод: Иво Панов и Алиреза Пурмохаммад. ISBN 3516584465654